# Seefelder Sattel
De Seefelder Sattel is een 1185 m.ü.A. hoge bergpas tussen het Karwendelgebergte en het Miemingergebergte in de Oostenrijkse deelstaat Tirol. De pas vormt een verbinding tussen Seefeld en Zirl. Over de pashoogte ligt de Seefelder Straße (B177), de snelste wegverbinding tussen Innsbruck en Garmisch-Partenkirchen. Zowel de Karwendel, ten noordoosten van de pas, als het Miemingergebergte, ten westen van de pas, maken deel uit van de Noordelijke Kalkalpen. Ten noorden van het Miemingergebergte ligt het Wettersteingebergte.
Ten westen van het Miemingergebergte loopt een andere noord-zuidpas over de Noordelijke Kalkalpen: de Fernpas. Aan de oostzijde van de Karwendel ligt er eveneens een bergzadel bij de Achensee.

## Route
De route over het Seefelder Sattel passeert eerst tussen het Wettersteingebergte en de Karwendel, hierbij het dal van de Isar en - na Scharnitz - de vallei van de Drahnbach, een zijrivier van de Isar. Verder zuidwaarts passeert de weg Seefeld in Tirol om daarna zijn maximale hoogte te bereiken op het zadel. Aan de zuidzijde voert de weg over de zogeheten Zirler Berg.

## Geschiedenis
Reeds de Romeinen hadden een weg over de Seefelder Sattel en via de Scharnitzer Klause aangelegd om de Brennerpas met Germanië te verbinden. De pas vormt de waterscheiding tussen de rivier de Inn in het zuiden en de toevoerende rivieren van de Isar.
Arlberg · Bielerhöhe · Brenner · Fern · Flexen · Gerlos · Großglockner · Hahntennjoch · Katschberg · Kühtai · Pfitscherjoch · Plöcken · Radstädter Tauern · Reschen · Seefeld · Sölk · Staller Sattel · Timmelsjoch · Triebener Tauern · Turracherhöhe · Zeinis